# Термита
Терми́та — хутор в Левокумском районе (муниципальном округе) Ставропольского края России.
До 16 марта 2020 года входил в состав сельского поселения Величаевский сельсовет.

## География
Расстояние до краевого центра: 262 км.
Расстояние до районного центра: 60 км.

## История
Основан в 1850 году. Согласно переписи населения 1926 года в хуторе Термита проживали 171 человек, из них украинцев — 102, калмыков — 65. На момент переписи хутор относился к Величаевскому сельсовету сельсовету Левокумского района Терского округа Северо-Кавказского края:313.
На 1 марта 1966 года входил в состав территории Приозёрского сельсовета с центром в селе Приозёрское:18.

## Население
| 1926 | 1989 | 2002 | 2010 | 2014 | 2021 | 2022 |
| ---- | ---- | ---- | ---- | ---- | ---- | ---- |
| 171  | ↘81  | ↘31  | ↗34  | ↗60  | ↘43  | ↘32  |

По данным переписи 2020 года в национальной структуре населения даргинцы составляли 95,65 %